# Timur Jamaletdinov
Timur Abdourachitovitch Jamaletdinov (en russe : Тимур Абдурашитович Жамалетдинов) est un footballeur russe né le 21 mai 1997 à Moscou. Il évolue au poste d'attaquant au SKA-Khabarovsk.

## Biographie
Né à Moscou de parents daghestanais, Timur Jamaletdinov intègre durant sa jeunesse le centre de formation du Lokomotiv Moscou à l'âge de six ans avant de rejoindre celui du CSKA Moscou à l'été 2014. Il y devient rapidement un titulaire régulier dans les équipes de jeunes, prenant notamment part à la UEFA Youth League trois saisons d'affilée entre 2014 et 2017, où il est buteur à treize reprises en 21 matchs. Ses performances lui valent notamment de faire partie des 87 joueurs nommés dans le cadre du Golden Boy décerné par le journal Tuttosport pour la saison 2016-2017.
Jamaletdinov fait ses débuts au sein de l'équipe première le 21 septembre 2016 face au Ienisseï Krasnoïarsk dans le cadre de la Coupe de Russie avant de disputer son premier match de championnat contre Krasnodar le 9 avril 2017. Utilisé plus régulièrement dans la rotation de l'effectif durant la saison 2017-2018, il inscrit à cette occasion son premier but professionnel le 8 septembre 2017 contre l'Amkar Perm (victoire 1-0) et joue ses premières rencontres sur la scène européenne avec six apparitions en Ligue des champions, inscrivant notamment le but de la victoire face au Benfica Lisbonne le 12 septembre,.
Une nouvelle fois cantonné à un rôle de remplaçant en début d'exercice 2018-2019, malgré notamment un doublé en championnat contre le FK Oufa le 15 septembre 2018 (victoire 3-0), Jamaletdinov est prêté au club polonais du Lech Poznań au mois de janvier 2019, l'accord incluant une option d'achat en fin de saison. Il rencontre là encore des difficultés à s'imposer, ne prenant part qu'à sept rencontres en championnat pour un but face au Jagiellonia Białystok le 20 avril 2019, sa fin de saison étant de plus handicapée par une blessure à la cheville. Son prêt est finalement prolongé pour une année supplémentaire durant l'été 2019 mais s'avère tout aussi décevant avec seulement une dizaine d'apparitions pour un seul but face au Stal Mielec en quart de finale de la Coupe de Pologne (victoire 3-1), son passage étant globalement considéré comme un échec,.
Non-retenu par le Lech à l'issue de son prêt, Jamaletdinov retourne brièvement au CSKA avant d'être transféré définitivement au FK Oufa durant le mois d'août 2020.

## Palmarès
CSKA Moscou
- Supercoupe de Russie (1)
  - Vainqueur : 2018.

## Statistiques
| Saison                | Club                  | Championnat           | Championnat | Championnat | Coupe(s) nationale(s) | Coupe(s) nationale(s) | Compétition(s) continentale(s) | Compétition(s) continentale(s) | Compétition(s) continentale(s) | Total | Total |
| Saison                | Club                  | Division              | M.          | B.          | M.                    | B.                    | Comp.                          | M.                             | B.                             | M.    | B.    |
| 2016-2017             | CSKA Moscou           | D1                    | 4           | 0           | 1                     | 0                     | -                              | -                              | -                              | 5     | 0     |
| 2017-2018             | CSKA Moscou           | D1                    | 14          | 1           | -                     | -                     | C1                             | 6                              | 1                              | 20    | 2     |
| 2018-2019             | CSKA Moscou           | D1                    | 12          | 3           | 2                     | 0                     | C1                             | 2                              | 0                              | 16    | 3     |
| 2018-2019             | Lech Poznań (prêt)    | D1                    | 7           | 1           | -                     | -                     | -                              | -                              | -                              | 7     | 1     |
| 2019-2020             | Lech Poznań (prêt)    | D1                    | 11          | 0           | 1                     | 1                     | -                              | -                              | -                              | 12    | 1     |
| 2020-2021             | FK Oufa               | D1                    | 28          | 4           | 4                     | 3                     | -                              | -                              | -                              | 32    | 7     |
| 2021-2022             | FK Oufa               | D1                    | 6           | 0           | -                     | -                     | -                              | -                              | -                              | 6     | 0     |
| 2022-2023             | FK Oufa               | D2                    | 7           | 0           | -                     | -                     | -                              | -                              | -                              | 7     | 0     |
| 2022-2023             | SKA-Khabarovsk        | D2                    | 8           | 3           | 1                     | 0                     | -                              | -                              | -                              | 9     | 3     |
| Total sur la carrière | Total sur la carrière | Total sur la carrière | 97          | 15          | 10                    | 4                     | -                              | 8                              | 1                              | 115   | 20    |